# Schorschové z Marderfeldu

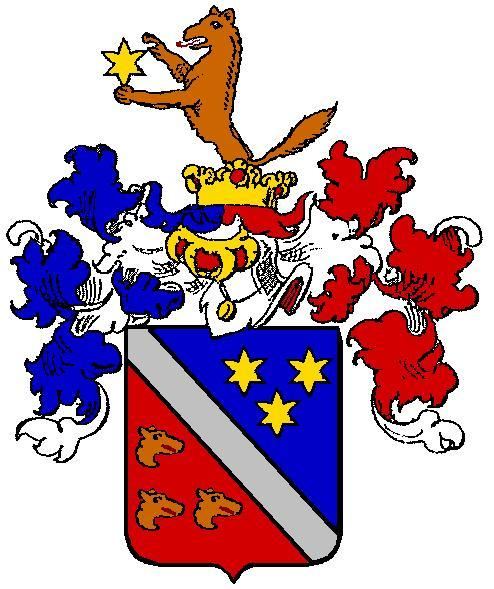
Erb rytířů Scorschů z Marderfeldu

Původem moravský rod Schorschů z Marderfeldu patřil od roku 1743 k české šlechtě. Pocházel ze Znojma a postupně se přesunul na Olomoucko.

## Historie
Zakladatelem rodu je znojemský radní Johann Balthasar Schorsch, kterému byl 3. dubna 1743 udělen český šlechtický stav s přídomkem "von Marderfeld"; o tři roky později — 5. dubna 1746 — byl týž povýšen do stavu českých rytířů. Byl podepsán na smlouvě k výstavbě kasemat v Brně.
Johan Balthasar získal v roce 1746 moravské biskupské léno Skalička a v šedesátých letech 18. století byl olomouckým hejtmanem. Panství Skalička zdědil jeho jediný syn Johann Josef (zemřel před rokem 1785), který byl písařem arcibiskupského soudu v Kroměříži a zemřel bezdětný . Zámek Skalička vyhořel v roce 1772 a po úmrtí posledního člena rodu se léno v roce 1785 vrátilo biskupovi olomouckému , .

## Rodový erb
Rodový erb byl po povýšení do rytířského stavu doplněn o korunu na klenotu, znázorňuje v modročerveném poli rozděleném stříbrným břevnem tři kuní hlavy a tři zlaté hvězdy. Na klenotu je umístěna kuna držící zlatou hvězdu.